# Schloss Sitzenberg

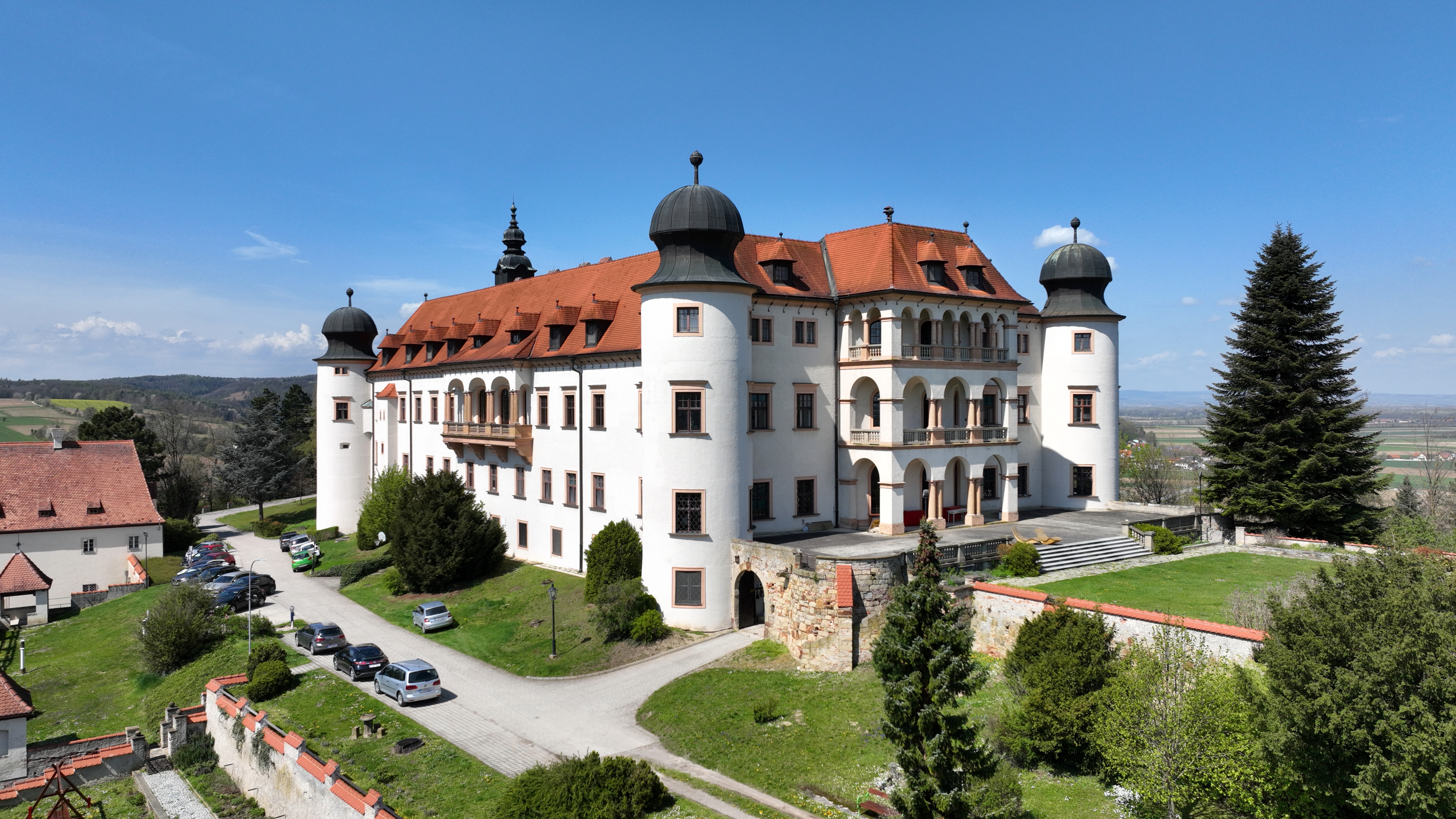
Südostansicht des Schlosses Sitzenberg

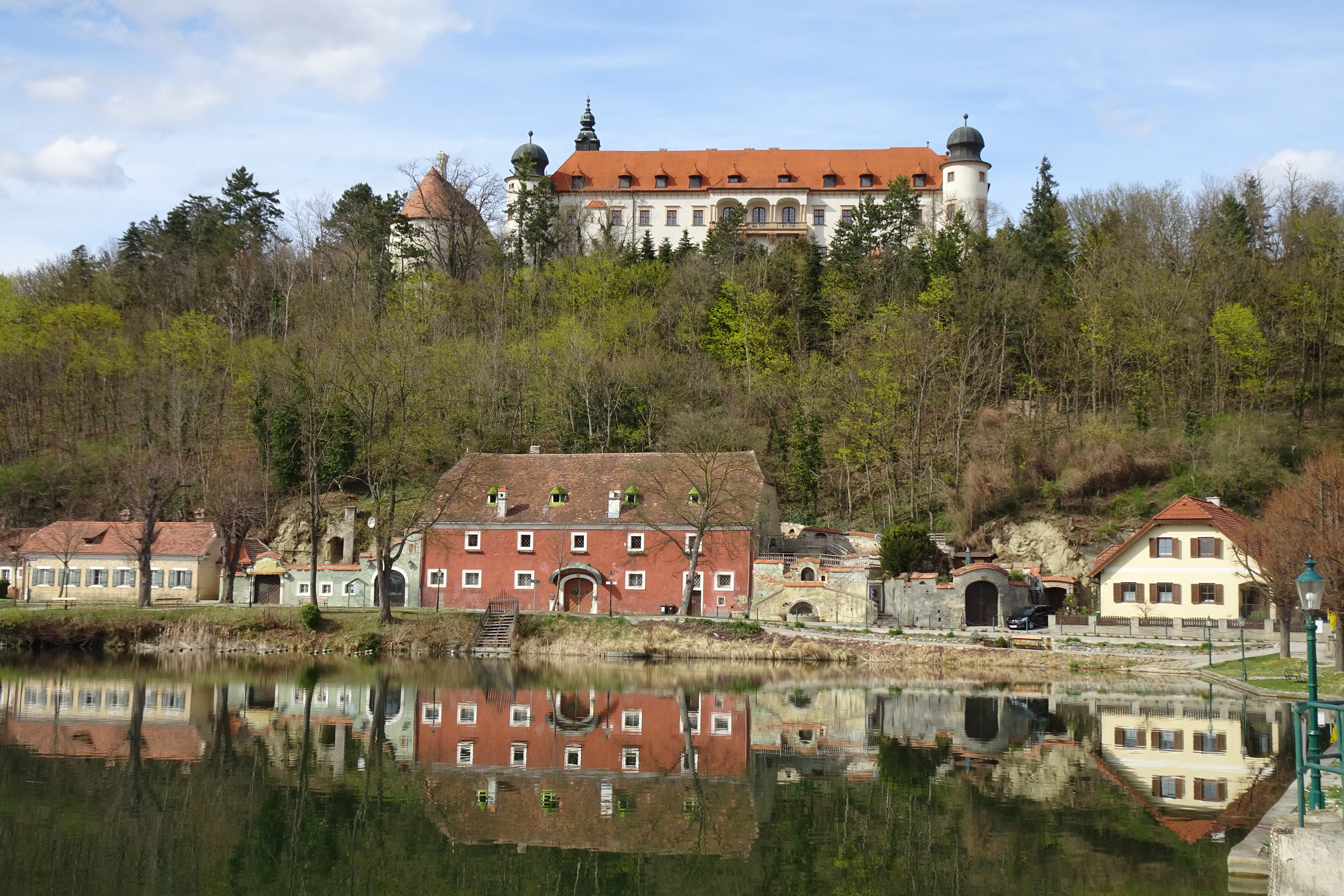
Schloss Sitzenberg, links vorne das Torwärterhaus, im Vordergrund der Sitzenberger Schlossteich

Schloss Sitzenberg steht in Sitzenberg in der Gemeinde Sitzenberg-Reidling im Bezirk Tulln in Niederösterreich. Das Schloss wird als Höhere Bundeslehranstalt für Land- und Ernährungswirtschaft Sitzenberg genutzt.

## Lage
Das Schloss steht weithin sichtbar auf einem bewaldeten Bergkegel. Die Zufahrt zweigt in der Schlossbergstraße ab und durchfährt nach einem langen Bogen das Torwärterhaus und endet nach einem weiteren Bogen vor der Westfront.

## Geschichte
Die ursprüngliche Burg war wohl eine zweigeschoßige Anlage mit mehreren Rundtürmen und einem Hocheinstieg und einer befestigten Schanze im Osten und einer Wehrmauer mit Rundtürmen im Süden und Osten. In der zweiten Hälfte des 16. Jahrhunderts erfolgte wohl unter Christoph Greiss zu Wald ein Umbau zu einem Renaissance-Schloss. Im Ende des 17. Jahrhunderts entstand in der Nordwestecke des Hofes ein Uhrturm und um 1700 das zentrale Portal im Westtrakt. Der Osttrakt wurde wegen eines Erdrutschs um 1821 abgetragen und neu errichtet.
Von 1913 bis 1921/1924 erfolgte nach den Plänen von Gustav von Flesch-Brunningen der Umbau zu einer geschlossenen Vierflügelanlage im Neo-Renaissance-Stil, dabei wurden der Nord- und der Südtrakt nach Osten verlängert, im Abschlussbereich jeweils mit einem Rundturm, der neue großräumige Osttrakt erhielt eine Schaufassade und eine großzügige Innenraumgestaltung. Die Hofarkaden ruhen auf weit vorspringenden Kragsteinen.
Kleinere Umbauten erfolgten 1950/1951 für Unterrichtsräume sowie Räume für eine Internatunterbringung.

## Sommerspiele Schloss Sitzenberg
2004 wurden die Sommerspiele Schloss Sitzenberg von Schauspielerin und Regisseurin Michaela Ehrenstein gegründet. 2015 wurden Peter Fernbach und Martin Gesslbauer als Intendanten bestellt.
Im Rahmen der Sommerspiele wird die Sitzenberger Seerose vergeben. Preisträger waren unter anderem Marcus Strahl (2009), Martin Gesslbauer (2014), Stephan Paryla (2017), Adriana Zartl (2018) und Markus Freistätter (2019). 2022 erhielt Michael Schefts, wie schon zuvor 2015, diesen Preis. 2020 wurden die Spiele aufgrund der COVID-19-Pandemie abgesagt.
2024 wurden die Sommerspiele Mitglied beim Verein Theaterfest Niederösterreich.